# 柏迪亞1919極光
柏迪亞1919極光（義大利語：Aurora Pro Patria 1919），一般稱為柏迪亞，意大利職業足球會，成立於1919年，位於倫巴迪，現時於意大利足球丙级联赛作賽。球會於2009年從柏迪亞足球會改至現名。

## 外部連結
- Official Website Lega Pro
- Datasport: results, rankings and news about the Lega Pro